# Zgodovina rolkanja
Rolkanje ima dolgo zgodovino polno inovacij in zanimivih zgodb.

## Prve rolke in prvi zaton
Prve rolke so bile še najbolj podobne skirojem. Te naprave, nekatere so se pojavile že okoli leta 1900, so bile le deske s pritrjenimi podovzji s kotalk. Mnogo teh naprav je imelo nameščeno paleto za mleko, ki so imele priročna držala. Skozi naslednjih pet desetletij so te palete odstranili, kolesa pa so dobila železne nadomestke. V tem času so postale te naprave bolj popularne.
V petdesetih so otroci spremenili podvozja, kar je omogočalo lažje manevriranje na rolki. V tem času je postajalo vse bolj popularno tudi surfanje, ki so ga začeli povezovati z rolkanjem. Leta 1959 se je v trgovinah pojavila prva Roller Derby rolka. Z njo so železna kolesa zamenjala glinena, hkrati pa se je začelo razvijati "surfanje po pločnikih".
Rolkanje je med surferji postalo zelo popularno v šestdesetih, največji korak v tej smeri pa je bilo oglaševanje rolkanja Larry Stevenson v njegovi reviji Surf guide. Larryevo podjetje Makaha je izdelalo prvi model rolke, ki je nosil ime poklicnega rolkarja, da bi s tem oglaševali njihove izdelke.
Prvo rolkarsko tekmovanje je bilo organizirano v osnovni šoli Pier Avenue v Hermosa, Kalifornija leta 1963. Naslednje leto je legenda surfanja Hobie Alter skupaj s podjetjem Vita pakt ustanovil podjetje Hobie rolke. V tem času je peščica rolkarjev začela rolkati v praznih bazenih, večina pa jih je še vedno rolkala le po pločnikih. Do leta 1965 so o rolkanju nastali prvi filmi (Skater Dater), bila organizirana mednarodna tekmovanja, nastala je tudi prva rolkarska revija. Navkljub izredni popularnosti, prodanih je bilo že več kot 50 milijonov rolk, pa je rolkanje nenadoma izumrlo jeseni 1965.
Prvi zaton rolkanja gre pripisati pomanjkljivi opremi, saj so bili proizvajalci bolj zaskrbljeni s povečavo proizvodnje, kot pa z izboljšavo produktov. Čeprav so nekatera podjetja izdelovala boljša kolesa, pa je večina še vedno uporabljala glinene, ker je bila proizvodnja cenejša. Glinena kolesa pa žal niso imala skoraj nič oprijema in rolkarji so nekotrolirano in pogosto padali. Prepovedi po mestih so bile posledica zaskrbljenosti oblasti nad poškodbami in po nekaj smrtonosnih poškodbah je rolkanje skoraj povsem izginilo.
V naslednjih osmih letih je rolkanje ostalo »podzemeljsko«, pojavljalo se je le območjih Santa Monice v Kaliforniji. V tem obdobju je Larry Stevenson izumil rep rolke, a je bil pri poizkusu oživetja rolkanja le delno uspešen.

## Izum plastičnih koles in ponovna oživitev rolkanja
V sedemdesetih je sufer Frank Nasworthy obiskal prijatelja v tovarni plastike v Purcellville v Virginiji. Tovarna je proizvajala kolesa za kotalke, ki jih je Frank uspel pritrditi na svojo rolko. Ker sta bila oprijem in občutek pri vožnji veliko boljša, se je odločil, da bo razvil model kolesa posebej za rolko. Ko je oglaševal svoj produkt v območju San Diega, je naletel na veliko odpora. Čez čas pa je beseda o teh kolesih dosegla Kalifornijo in so prešla v širšo uporabo.
Leta 1973 se je s prodajo Cadiallac koles začel nov vzpon rolkanja. Pojavili so setudi prvi proizvajalci rolkarskih podvozji, med njimi Bennett in Tracker. Nova podjetja so nastajala čez noč in rolkarsko industrijo so prepravili novi izdelki in ideje. Leta 1975 so pomembno izpopolnili tudi ležaje za rolke. Milijone entuziastov je rolkalo slalom in prosti slog. Obudili so revijo SkateBoarder, ki so se ji pridružile še številne nove.V teh revijah so se največ pojavljali Bruce Logan, Russ Howell, Stacy Peralta, Tom Sims in Gregg Weaver.
Prvi poligon za rolkanje so zgradili na Floridi leta 1976. Sledilo jih je stotine po vsej Severni Ameriki, prosti slog in slalom pa sta izgubljala privržence proti vertikalnemu rolkanju. Spremenila se je tudi velikost rolk, ki so se s širine 7 palcev povzpela na 9 (sodobna rolka je široka med 7 in 8 palcev), kar je omogočalo večjo stabilnost na vertikalnih površinah. Najboljši rolkarji tega časa so bili Tony Alva, Jay Adams in Tom Inoyoue. Wes Humpston in Jim Muir sta začela prvo serijo rolk z grafiko pod okriljem Dogtown rolk. Za tem so skoraj vsa podjetja začela na svoje rolke tiskati grafike.
Leta 1978 je Alan Gelfand izumil skok z rolko ne da bi se je prijel, ki ga je poimenoval »ollie«, kar je poneslo rolkanje na popolnoma novo in predvsem bolj tehnično raven. Rolkarji so začeli prenašati trike z vertikalnih ramp na ulice in začelo se je oblikovati ulično rolkanje, kot ga poznamo danes. V rolkarsko kulturo sta prišla punk rock glasba in glasba novega vala. Na rolkarkih grafikah se prvič pojavijo smrtne glave po zaslugi Vernon Courtland Johnsona iz podjetja Powell.
Rolkanje po praznih bazenih je postalo zelo popularno, saj so lahko rolkarji z novimi izdelki leteli daleč nad robom bazena. V tem času je postal velik problem zavarovanje poligonov za rolkanje, kar je povzročilo množično zapiranje le-teh. V osemdesetih je rolkanje doživelo ponoven zaton, revija SkateBoarder se je preimenovala v "Action now" in večina rolkarjev je zapustila ta šport, saj je bilo sedaj bolj popularno BMX kolesarjenje. Peščica bolj zagrizenih rolkarjev je nadaljevala s športom in so izdelali prve half-pipee na svojih dvoriščih, ker so bili poligoni zaprti.

## Vzpon uličnega rolkanja
Leta 1981 je začela izhajati revija Thrasher, da bi najbolj zagrizenim rolkarjem ponudila informacije o rolkarski sceni. Čeprav so se tudi v tem času odvijala rolkarska tekmovanja, so bila slabo obiskana in nagrade so bile majhne. Prvo tekmovanje v Del mar skate ranchu leta 1982 je zmagal Tony Hawk. Naslednje leto se je začel nov vzpon rolkanja in na sceno, kjer so prevadovala podjetja Santa cruz, Powell Peralta in Tracker, je prišla revija Transworld Skateboarding.
Vertikalno rolkanje je začel staro priljubljenost dosegati leta 1984, sledilo mu je tudi ulično rolkanje. Priljubenost so pridobile ukrivljene rampe. Nastal je tudi prvi »Bones brigade« video podjetja Powell Peralta. V videu so imeli vsi sponzorirani rolkarji svoje dele, kar je pripomoglo k popularnosti rolkanja. Tretji val rolkanja je prinesel, tako kot že prejšnja dva, mnogo novih podjetij, ki so želela del tržnega deleža. Odkriti so bili mnogi novi poklicni vertikalni rolkarji, med njimi najboljši so bili: Tony Hawk, Christian Hosoi, Lance Mountain in Neil Blender. Na ulicah so na rolkanje najbolj vplivali Mark Gonzales, Natas Kaupas in Tommy Guerrero, ki so ponesli »ollie« na nove višine. Še vedno je obstajal tudi »prosti slog«, na katerem je trdno vladal Rodney Mullen.
V srednjih osemdesetih so v industriji prevladovali trije proizvajalci: Powell Peralta, Vision/Sims in Santa cruz. Zaslužek najbolj priljubljenih rolkarjev se je povzpel na desettisoče dolarjev na mesec. National Skateboard Association, ki ji je predsedoval Frank Hawk, je organizirala vedno več tekmovanj po Severni Ameriki, kasneje tudi po svetu. Poskočila je tudi priljubljenost rolkarskih tekstilnih znamk in znamk športnih copat, kot so bile Airwalk, Vans in Vision.
Proti koncu desetletja je ulično rolkanje začelo prevladovati pred vertikalnim, kar velja še danes. Veliko poklicnih rolkarjev se je odločilo, da zapustijo svoje sponzorje in začnejo svoja manjša podjetja. Eden izmed prvih takih primerov je bil Steve Rocco, ki je ustanovil World industries. Začelo se je novo odbobje rolkanja, ki ga imenujemo nova šola (obdobje pred tem imenujemo stara šola; new school in old school po angleško). Zanj so značilni novi triki, ki so temeljili na olliju, spremenila pa se je tudi rolkarska subkultura.

## Od tretjega zatona do danes
Leta 1991 je svet zajela recesija in tudi rolkarska industrija je bila zelo prizadeta. Posledica krize je bila, da so v rolkanju ostali samo najbolj vztrajni, kar je povezalo skupnost. Leta 1992 je začela izhajati revija Big brother. Ker kriza ni bila tako huda, kot so bile pretekle, pa se je rolkanje pobralo v četrti val do leta 1995. Z večjo popularnostjo so se spet začela pojavljati nova podjetja.
V sodobnem rolkanju ulično rolkanje še vedno prednjači pred vertikalnim, v industriji pa so večinoma zaposleni rolkarji (na vseh mestih v hierarhiji). Rolkanje pridobiva veliko priljubljenosti preko sodobnih medijev (televizije, interneta), vse večkrat se pojavlja v filmih (posnetih je bilo celo nekaj filmov na to temo, vendar še noben ni rolkanja predstavil pravilno).